# Mikluchomaklaia phantastica
Mikluchomaklaia phantastica är en insektsart som beskrevs av Andrej Vasiljevitj Gorochov 1996. Mikluchomaklaia phantastica ingår i släktet Mikluchomaklaia och familjen syrsor. Inga underarter finns listade i Catalogue of Life.